# Zalvjanka
Zalvjanka (vitryska: Зальвянка, ryska: Zel’vyanka) är ett vattendrag i Belarus.   Det ligger i voblasten Hrodna voblast, i den västra delen av landet, 210 km väster om huvudstaden Minsk.
I omgivningarna runt Zalvjanka växer i huvudsak blandskog. Runt Zalvjanka är det ganska glesbefolkat, med 31 invånare per kvadratkilometer.